# Musée du Fjord

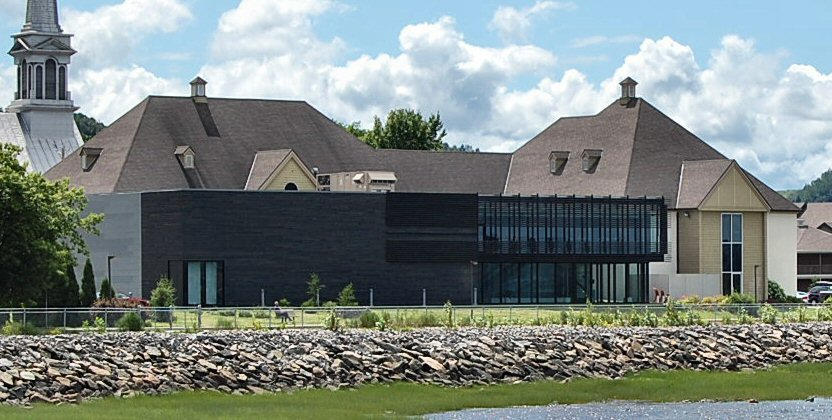
Musée du Fjord

Le Musée du Fjord est une institution muséale situé à Saguenay dans la région du Saguenay–Lac-Saint-Jean au Québec. Hébergé dans un édifice appartenant à la ville, le musée est ouvert en 1967. Il est incorporé en 1983 sous le nom de « Musée du Fjord » et emménage dans le centre communautaire Saint-Alexis.
L'édifice est lourdement endommagé par le déluge du Saguenay en 1996 et le musée ferme alors ses portes. À la suite d'une longue période de réflexion, le musée est rouvert en 2004 dans un bâtiment agrandi et totalement rénové et avec des équipements muséologiques modernes. Le musée redéfinit aussi sa mission qui est recentrée qui sera désormais scientifique avec comme thème central le fjord du Saguenay.
À l'automne 2010, le musée annonce un important projet de développement de son offre muséale réalisé grâce à l'appui financier des gouvernements. La thématique des expositions est revue afin de mieux cibler l'histoire régionale du fjord et la vie marine de ce dernier. Un aquarium d'eau salée, complété en 2011, permet de présenter des spécimens de la vie marine du fjord.

## Description
Le Musée du Fjord, situé dans le secteur Grande-Baie de l'arrondissement de La Baie à Saguenay est en premier lieu un musée à vocation scientifique. La mission du Musée du Fjord est de préserver et de mettre en valeur le patrimoine historique, naturel et artistique du territoire du Fjord du Saguenay et de la baie des Ha! Ha!, d'en faciliter la connaissance, d’en assurer la diffusion et de sensibiliser le public à son importance.
Le Musée du Fjord s’acquitte de cette mission par l’intermédiaire de son exposition permanente, de sa présentation multimédia, de son espace scientifique, de ses expositions temporaires thématiques, d’expositions itinérantes conçues par d’autres institutions et de ses programmes publics.

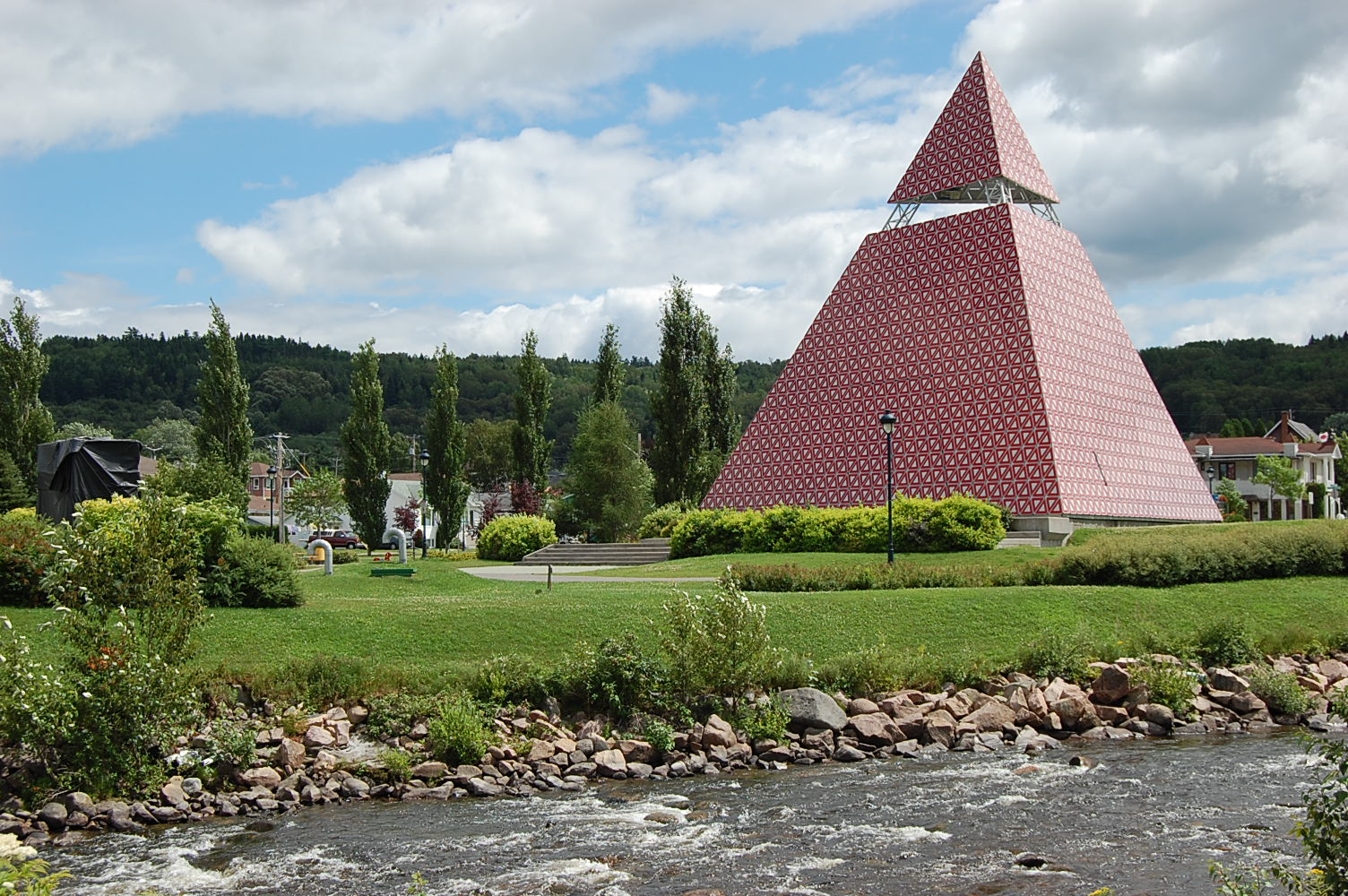
La pyramide des Ha! Ha!

Pendant la période estivale, le musée assure la gestion des visites guidées et de l'interprétation du site de la Pyramide des Ha! Ha! ainsi que l'accès à l’observatoire situé au sommet de cette dernière et qui du haut de ces vingt-et-un mètres offre au visiteur un excellent point de vue sur la baie des Ha! Ha!. Le site de la pyramide est aussi utilisé par la municipalité de Saguenay comme lieu de spectacle pendant l'été.
Ce bâtiment en aluminium « recouvert de 3 000 panneaux de signalisation Cédez le passage » a été conçu par Jean-Jules Soucy et réalisé par des citoyens pour commémorer le souvenir des inondations de 1996.

## Historique

### Les débuts
En 1960, plus de mille objets anciens sont recueillis auprès de la population de la paroisse Saint-Alexis de la Grande-Baie par un groupe de scouts,. Ces derniers organisent une exposition qui connaît un grand succès. La municipalité de Port-Alfred acquiert alors de la paroisse Saint-Alexis, la maison de l’abbé Joseph-Wilbrod Dufour afin d'abriter la collection. C'est la naissance du Musée Monseigneur-Dufour qui est inauguré en 1967,. Les débuts de l'organisme sont modestes, les expositions du musée sont presque exclusivement ethnologiques et reliées à la présence des pionniers des XIXe siècle et du début du XIXe siècle. De plus les activités du musée sont assurés par des bénévoles qui ont recours à des programmes gouvernementaux ponctuels pour mettre en valeur sa collection,.
En 1983, le musée est incorporé à titre d'organisme à but non lucratif et change de nom pour devenir officiellement le Musée du Fjord. Il emménage dans ses nouveaux locaux du Centre communautaire Saint-Alexis, se dote d'équipements professionnels et d'un personnel permanent.
En 1996, le déluge du Saguenay cause des dommages très importants à l’établissement. Les dégâts sont évalués à 900 000 $, l'exposition permanente est détruite ainsi que tous les équipements servant à la présentation des expositions temporaires. Le musée doit alors fermer ses portes.
Le musée entame alors une réflexion sur son avenir et se lance dans un vaste exercice de planification structurée visant sa réouverture. Les éléments liés à la structure administrative du musée sont examinés dans le but de doter l'organisme de la meilleure structure de fonctionnement possible. Le musée profite de la réflexion pour recentrer et préciser sa mission, soit celle d'une « vocation scientifique claire centrée sur l’interprétation du fjord du Saguenay », et il améliore aussi ses systèmes de gestion. De nombreux intervenants externes participent à cet effort que ce soit au niveau du marketing, de la fiscalité ou des communications.

### La réouverture en 2004
Le 13 août 2004, le musée obtenait une aide financière gouvernementale dans le cadre du programme « Travaux d'infrastructures Canada-Québec » pour le redéploiement du musée. Les travaux de réaménagement ont permis de transformer la salle d'exposition temporaire ainsi que hall antérieur et une partie des bureaux en grand hall principal. La récupération des espaces de bureaux a permis d'améliorer les espaces dédiés à la réception des marchandises et au bloc sanitaire. Des améliorations importantes ont aussi été effectuées dans la salle multimédia et l'ajout d'un espace à vocation scientifique devrait permettre de rendre le musée plus attrayant pour les visiteurs. Les travaux extérieurs ont permis d'harmoniser le revêtement de l'ancien bâtiment avec celui de la nouvelle section.
Les coûts totaux du projet de réouverture du musée sont de 4,5 millions de dollars. Le gouvernement du Québec et le gouvernement du Canada verseront respectivement 1,8 million de dollars et 1,5 million de dollars pour la réalisation de cet agrandissement, et la ville de Saguenay a versé 1,2 million de dollars pour compléter le financement. Le musée a aussi bénéficié d'un appui financier de deux millions de dollars provenant de la communauté et de nombreuses organisations philanthropiques.
Grâce à tous ces appuis, le musée est rouvert en 2004. Il emménage alors dans un édifice rénové et agrandi, la superficie qu'occupe désormais le musée étant trois fois supérieure à celle de 1996. Le musée s'est aussi doté d’équipements muséologiques modernes et a recentré sa mission sur le patrimoine scientifique, historique et artistique. Le redéploiement du musée et sa réouverture en 2004, résultat du travail acharné de son personnel, sont récompensés en 2005, par un prix « Excellence » décerné par la Société des musées du Québec (SMQ). Finalement en 2007, le Musée du Fjord reçoit le Lauréat bronze des Grands prix du tourisme québécois.
Les expositions réalisées par le musée reçoivent elles aussi de plus en plus d'attention et en 2009 le gouvernement canadien accorde au musée une aide de 257 000 dollars pour présenter l'exposition itinérante « Abysse : la vie dans les eaux profondes ». Cette aide permet aussi au musée de réaliser l'exposition « Microbes à la une »,. En juillet 2010, le musée reçoit à nouveau l'aide de Patrimoine Canada pour un montant de 233 000 dollars et ce autant pour faire circuler les expositions « Abysses : la vie dans les eaux profondes » et « Fantastiques monstres marins » dans plusieurs musées au Canada que pour accueillir l'exposition itinérante « La Santé à petites bouchées ». La directrice du musée du Fjord souligne alors 
« que les productions d'ici sont de calibre national et se retrouvent dans les grands musées nationaux »,.

### Le renouvellement de 2010-2013
En septembre 2010, le musée reçoit un appui financier 500 000 dollars du ministère de la Culture, des Communications et de la Condition féminine du Québec (MCCCF) pour le renouvellement de son exposition permanente dont l'ouverture est prévue en 2012. La nouvelle exposition permanente du musée traite de l'histoire du Saguenay, de sa démographie, de son ethnologie, de la génétique de sa population est réalisée en collaboration avec le professeur Gérard Bouchard de l'Université du Québec à Chicoutimi,.
En octobre 2010, le musée annonce un grand projet de redéveloppement de son offre muséale qui reçoit l'appui financier des gouvernements du Canada et du Québec,,. Le coût total du projet est de 4,1 millions de dollars. Le gouvernement du Canada versera 1,8 million de dollars dans le cadre du programme de diversifications des collectivités, volet « Escales de croisières internationales ». Le gouvernement du Québec versera pour sa part 1,1 million de dollars dans le cadre du programme d'aide à la stratégie de croisière du ministère du Tourisme. Les deux gouvernements espèrent que la bonification de l'offre culturelle du Musée du Fjord aura un impact déterminant dans le développement du terminal de croisière du Saguenay,. Le musée recevra aussi une aide financière de 200 000 dollars de l'office du tourisme de la ville de Saguenay.
Après avoir mis l'accent sur le développement de sa clientèle et de ses programmes scientifiques pendant les cinq années qui ont suivi sa réouverture en 2004, les dirigeants du musée concluent à la nécessité de renouveler la programmation et les expositions de l'organisme. L'organisme veut avant tout améliorer le contenu éducatif de ses présentations pour mieux satisfaire les attentes des visiteurs en renouvelant sa programmation. De plus l'arrivée du nouveau port d'escale pour les navires de croisière dans l'arrondissement de La Baie, le troisième port d'escale en importance sur le fleuve Saint-Laurent, représentent une occasion à saisir pour le musée qui désire améliorer son offre culturelle afin de mieux répondre à la curiosité des visiteurs concernant la région. L'échéancier du projet mentionne que les travaux relatifs à la nouvelle programmation se termineront en 2013.

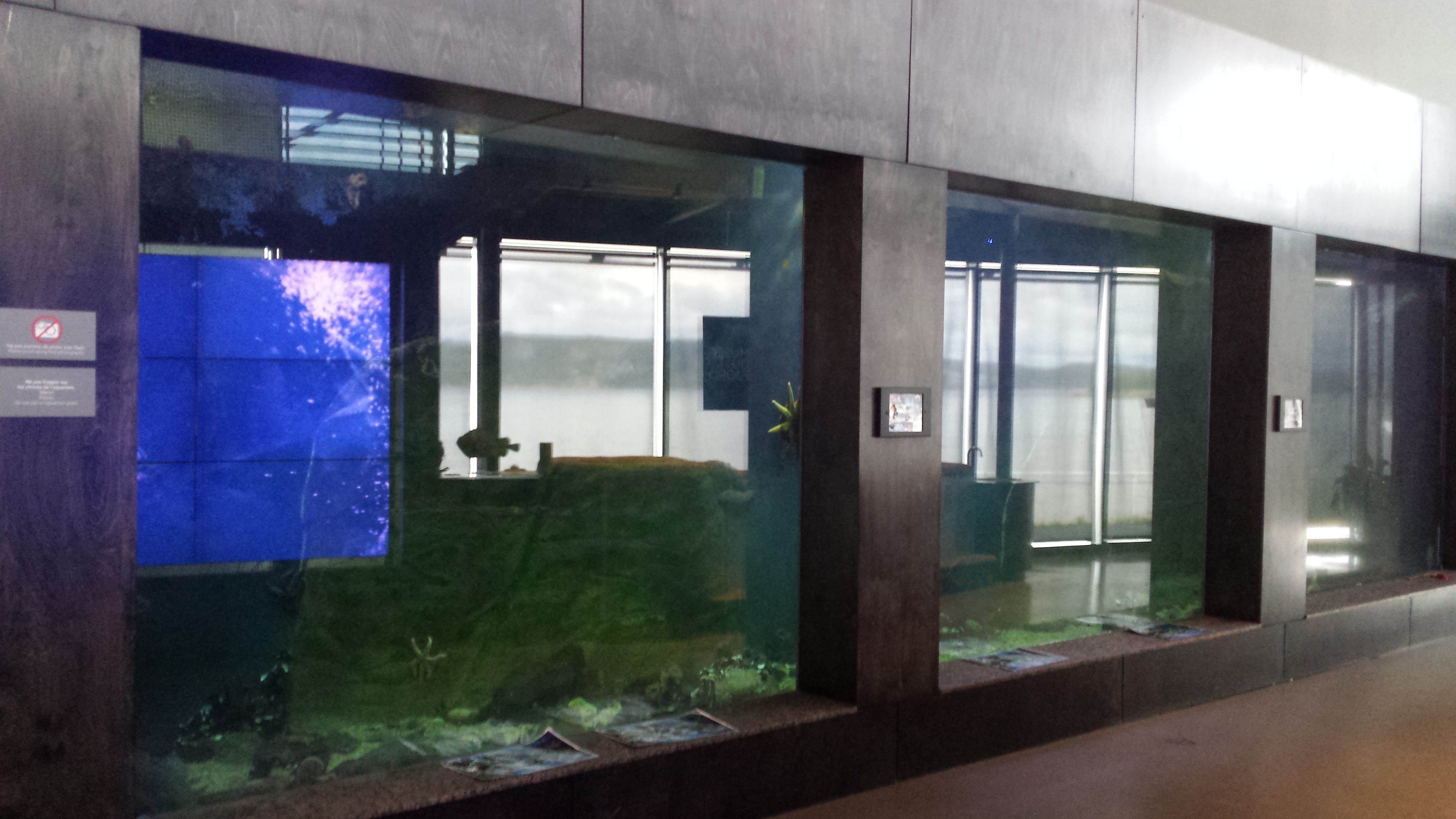
L'aquarium du musée du Fjord inauguré en 2011.

La première étape du projet, réalisé en 2011-2012, consiste à renouveler les expositions intérieures du musée. Un des volets du redéploiement vise à présenter l'écosystème marin du fjord, abordé grâce à l'ajout d'un aquarium d'eau salée, de bassins tactiles et de réservoirs qui permettent d'exposer de façon réaliste la richesse de la vie marine qui y est présente,. L'inauguration de cette nouvelle attraction permanente du musée, « l'Aquarium du fjord », s'est réalisée en juillet 2011 au coût de 1,3 million de dollars. Les visiteurs de l'exposition peuvent aussi voir l'envers du décor et apprendre comment fonctionnent les équipements mécaniques de l'aquarium. L'aménagement des espaces publics du musée est aussi amélioré, particulièrement la boutique qui est déplacée près du hall d'accueil rendu plus fonctionnel et convivial.
La modernisation des équipements technologiques du musée et la salle de projection fait aussi partie du projet, le musée et le réseau muséal du Saguenay reçoivent une aide financière de 225 000 dollars en décembre 2011 pour l'achat d'équipements informatiques et technologiques spécialisés,. En juin 2012, le musée débute la présentation au public d'un nouveau spectacle multimédia 3D qui traite de la formation du fjord et des aspects scientifiques qui y sont associés et dont la réalisation à coûter 1,3 million de dollars,. Toujours en juin 2012, le musée inaugure sa nouvelle exposition permanente « Des racines et des rêves : un regard neuf sur le Saguenay–Lac-Saint-Jean », réalisée en collaboration avec l'UQAC, et qui traite de l'histoire du Saguenay–Lac-Saint-Jean.

## Direction
- Guylaine Simard est la directrice du musée depuis 1983[20],[21]. Son implication dans le projet de redéploiement et la réouverture du musée en 2004 a été soulignée par la SMQ en 2005[6], et son implication sur la scène culturelle du Saguenay-Lac-St-Jean par une courte biographie publiée dans le cadre de « Saguenay - Capitale culturelle du Canada 2010 »[21].

## Prix et distinctions
- Prix Excellence 2005 de la Société des musées québécois pour le redéploiement du Musée[6].
- Lauréat Bronze des Grands Prix du tourisme québécois 2007 dans la catégorie : Attractions touristiques de moins de 100 000 visiteurs[7].
- Lauréat Bronze des Grands Prix du tourisme québécois 2013 dans la catégorie : Attractions touristiques de 25 000 à 100 000 visiteurs[22].

## Affiliation
Le musée fait partie du réseau découverte du parc marin du Saguenay–Saint-Laurent.